# 1920 в анімації

## Випущені фільми
- 4 січня — Farmer Al Falfa Goes A-Hunting (США)
- 16 січня — The Great Cheese Robbery (США)
- 25 січня — A Frolic with Felix (США)
- 30 січня — Love's Labor Lost (США
- 8 лютого — The Debut of Thomas Cat (США)
- 22 лютого — Felix the Big Game Hunter (США)
- 3 березня — The Best Mouse Loses (США)
- 7 березня — Wrecking a Romeo (США)
- 14 березня — The Bone of Contention (США)
- 11 квітня — Felix the Food Controller (США)
- 18 квітня — Felix the Pinch Hitter (США)
- 16 травня — Foxy Felix (США)
- 4 червня — Kats Is Kats (США)
- 6 червня — A Hungry Hoodoo (США)
- 12 червня — Cheating the Piper (США)
- 13 червня — The Great Cheese Robberу (США)
- 3 липня — The Chinese Honeymoon (США)
- 18 липня — Felix and the Feed Bag (США)
- 22 серпня — Nifty Nurse (США)
- 26 вересня — Frolics at the Circus view (США)
- 24 жовтня — My Hero (США)
- 25 жовтня — A Family Affair (США)
- 21 листопада — Felix the Landlord (США)
- 26 грудня — Felix's Fish Story (США)

## Народилися

### січень
- 1 січня: Освальдо Кавандолі, італійський карикатурист (творець La Linea), (пом.
- 2007).[1]
- 6 січня: Генрі Корден, американський актор (озвучував Пау Рагга у The Hillbilly Bears, Окла Мок у Thundarr the Barbarian, продовження голосу Фреда Флінстоуна), (пом. 2005).[2]
- 20 січня: ДеФорест Келлі, американський актор (озвучував доктора Леонарда Маккоя в Star Trek: The Animated Series, Viking 1 у The Brave Little Toaster Goes to Mars), (пом.1999).[3][4]

### лютий
- 14 лютого: Альберт Барійє, польсько-французький аніматор, сценарист і кінопродюсер («Procidis», «Once Upon a Time…») (пом.2009).[5]
- 17 лютого: Іво Капріно, норвезький режисер і сценарист (The Pinchcliffe Grand Prix), (пом.2001).[6][7][8]
- 22 лютого: Піт Альварадо, американський художник коміксів і аніматор (The Walt Disney Company, Warner Bros. Cartoons, DePatie-Freleng, Republic Pictures, Hanna-Barbera, Ruby-Spears Productions, Filmation), (пом.2003).

### березень
- 3 березня:
  - Джеймс Духан, Канадський актор (озвучував Скотта у Зоряний шлях: Анімаційний серіал), (пом.2005).
  - Рональд Серл, Англійський ілюстратор, карикатурист і художник коміксів (The Happiest Days of Your Life, Energetically Yours, Повітряні пригоди, Monte Carlo or Bust!, та Dick Deadeye, or Duty Done), (пом.2011).[9]
- 14 березня: Хенк Кетчем, Американський художник коміксів і аніматор (Walt Disney Company, Walter Lantz), (пом.2001).[10]
- 22 березня:
  - Рос Мартін, американський актор (озвучував Punchy for Hawaiian Punch, Енді Стівенсона у The Man from Button Willow, Dr. Paul Williams у Sealab 2020, Agent 000 у The Robonic Stooges), (пом.1981).[11]
  - Вернер Клемперер, Німецько-американський актор, артист і співак (озвучував Аман у The Greatest Adventure: Stories from the Bible епізод «Queen Esther», Colonel Klink у Сімпсонах в епізоді «The Last Temptation of Homer»), (пом.2000).[12]

### квітень
- 2 квітня: Джек Стоукс, англійський мультиплікатор і режисер («Жовтий підводний човен», "Робарбар ") (пом.2013).[13]
- 14 квітня: Шелдон Молдофф, американський художник коміксів і мультиплікатор («Courageous Cat and Minute Mouse») (пом.2012).[14]

### Травень
- 8 травня: Сол Басс, американський графічний дизайнер (закручений зірковий логотип Hanna-Barbera) і режисер («Why Man Creates») (пом.1996).[15]
- 22 травня: Міллі Голдшолл, американський кінорежисер і продюсер («Вгору — Вниз») (пом. 2012).[16]
- 26 травня: Пеггі Лі, американська співачка та актриса (озвучувала Дарлінг, Сі та Ем та Пег у «Леді та Блудько») (пом. 2002).[17]

### червень
- 5 червня:
  - Гарольд Вітакер, англійський аніматор і художник коміксів (Animal Farm), (пом. 2013).[18]
  - Джек Меннінг, американський художник коміксів і аніматор (The Walt Disney Company, Hanna-Barbera), (пом.1986).[19]
- 13 червня:
  - Джозеф Бау, польсько-ізраїльський художник, філософ, комік, поет і мультиплікатор (пом.2002).[20]
  - Рекс Еверхарт, американський актор (озвучував Моріса у фільмі «Красуня і Чудовисько») (пом.2000).
- 19 червня: Джонні Дуглас, англійський композитор (Marvel Productions), (пом.2003).[21][22][23][24]
- 22 червня: Пол Фріз, американський актор і сценарист (озвучував Бориса Бадьонова в «The Adventures of Rocky and Bullwinkle and Friends», інспектора Фенвіка в «Dudley Do-Right», Людвіга фон Дрейка в телесеріалі-антології Disney, «М'язи» в «Двоюрідному браті Джеррі», Джона Леннона та Джорджа Гаррісона в «Бітлз»), Burgermeister Meisterburger і Grimsley у Santa Claus Is Comin' to Town), (пом.1986).[25]
- 29 червня: Рей Гаррігаузен, американський аніматор і автор спецефектів (« Mighty Joe Young», «Чудовисько з глибини 20 000 сажнів», «7-ма подорож Сіндбада», «Jason and the Argonauts», «Битва титанів») (пом.2013).[26]

### липень
- 20 липня:
  - Дік Н. Лукас, американський аніматор (The Walt Disney Company), (пом.1997).[27]
  - Кіт Андес, американський актор (озвучував Бердмена в фільмі «Birdman and the Galaxy Trio») (пом.2005).[28][29]

### серпень
- 2 серпня: Білл Скотт, американський актор (озвучував Булвінкла Дж. Муза, Містера Пібоді, Дадлі До-Райта, Супер Курки та Джорджа з Джунглів, також озвучував Музеля у The Wuzzles, Ґруффі Туммі, сера Туксфорда та Тодварта у «Пригоди ведмежат Гаммі»), (пом. 1985).[30]
- 11 серпня: Майк Дуглас, американський співак, телеведучий і актор (співаючий голос чарівного принца в «Попелюшці») (пом. 2006).[31][32][33][34]
- 18 серпня: Лев Мільчин, російський кінорежисер та художник («Казка про царя Салтана») (пом.1987).[35]
- 30 серпня: Леонід Шварцман, російський художник-аніматор і художник (Союзмультфільм), (пом.2022).[36]

### вересень
- 3 вересня: Джексон Вівер, американський телеведучий і актор (озвучував Смокі Беара), (пом.1992).[37]
- 5 вересня: Алекс Андерсон, американський художник-мультиплікатор (співавтор фільмів «The Adventures of Rocky and Bullwinkle and Friends», Dudley Do-Right " і «Crusader Rabbit») (пом. 2010).[38][39][40]
- 20 вересня: Джей Ворд, американський мультиплікатор і продюсер (Crusader Rabbit, The Adventures of Rocky and Bullwinkle and Friends, Dudley Do-Right, Містер Пібоді і Шерман, Хоппіті Хупер, Джордж із джунглів, Том Слік, Супер Курка), (пом.1989).[41]
- 23 вересня: Міккі Руні, американський актор (озвучував Щасливого Кролика Освальда в середині 1930-х років, Санта-Клаус у різдвяних випусках Rankin/Bass Productions, дорослий Тод у «Лис і мисливський пес», містер Черрівуд у фільмі «Дбайливі ведмеді», Фліп у Маленькому Немо: Пригоди в Країні Дрімів, він сам в епізоді Сімпсонів " Радіоактивна людина " та короткометражний продюсер в епізоді American Dad! «Зірка відроджується») (2014).[42][43][44][45][46]
- 27 вересня:
  - То Хоай, в'єтнамський письменник, драматург, сценарист, журналіст і мультиплікатор (пом.2014).[47]
  - Вільям Конрад, американський актор (оповідач у "The Adventures of Rocky and Bullwinkle and Friends ") (пом.1994).[48]

### жовтень
- 5 жовтня: Вінсент ДеРоза, американський валторніст («Том і Джеррі: Фільм») (пом. 2022).
- 13 жовтня: Альберт Хейг, німецько-американський автор пісень і композитор («Як Грінч украв Різдво») (пом.2001).[49]

### листопад
- 17 листопада: Джордж Даннінг, канадський аніматор і кінорежисер («Бітлз», «Жовтий підводний човен», зняв головні фільми "Постріл у темряві ") (пом.1979).
- 25 листопада: Рікардо Монтальбан, мексиканський актор (озвучував Армандо Ґутьєрреса у Freakazoid!, Сеньйор старший у Kim Possible, голова ради у The Ant Bully, Gone Juan у The Spooktacular New Adventures of Casper, Варткес у Buzz Lightyear of Star Command епізод «Lone Wolf», El Encantador в Dora the Explorer епізод «The Missing Piece», Корова в Family Guy епізод «McStroke», генерал Хуаніто Пекеньо в American Dad! епізод «Місяць над островом Айла»), (пом.2009 р.).[50][51][52]

### грудень
- 30 грудня:
  - Рене Жодойн, канадський режисер анімації та продюсер (засновник франкомовної анімаційної студії Національної кіноради Канади), (пом.2015).[53]
  - Майкл Аллінсон, англо-американський актор (додаткові голоси в "Кураж, боягузливий пес "), (пом. 2010).[54]
- 31 грудня: Рекс Аллен, американський актор (оповідач і голос головного героя в «Сазі про Вітровоза Сміта», оповідач у "Павутинні Шарлотти ") (пом.1999).[55][56]

### Конкретна дата невідома
- Бальтазар Ліппіш, німецький ілюстратор, карикатурист, аніматор і художник коміксів (працював над серіалом Pip & Zip), (пом.1995).[57]